# Andrew Foster-Williams
Andrew Foster-Williams (* 1973 in Wigan, Greater Manchester) ist ein englischer Opernsänger (Bassbariton).

## Leben
Andrew Foster-Williams studierte an der Royal Academy of Music in London. Er beendete das Studium mit erstklassigen Noten. Seitdem ist er ein Mitglied der Royal Academy. Er gewann viele Preise, unter anderem den Opera Prize, den Flora Nielsen Recital Prize und den Elena Gerhardt Lieder Prize.
Der Daily Telegraph nannte ihn den „Newcomer des Jahres“ und schrieb: „Andrew Foster-Williams ist ein beeindruckend intelligenter Künstler.“
Er spielte unter anderem den Albert in Werther und Leporello für die Washington National Opera, Nick Shadow in The Rake’s Progress für die Opéra National de Lorraine, Borée in Les Boréades bei der Opéra National du Rhin, und Don Pizarro in Fidelio für die Opera North.
Er arbeitete mit einigen der bekanntesten Orchester, beispielsweise mit dem London Symphony Orchestra, dem Cleveland Orchestra und dem Netherlands Philharmonic zusammen.
2009 sang er die Rolle des Marco in der Weltdebütaufnahme von Saverio Mercadantes Virginia mit dem London Philharmonic Orchestra für das Opera Rara label.

## Aufnahmen (Auswahl)
- Jean-Baptiste Lully: Phaëton, mit Emiliano Gonzalez Toro, Ingrid Perruche, Isabelle Druet, Gaëlle Arquez, Andrew Foster-Williams. Dirigent: Christophe Rousset, Les Talens Lyriques, Aparte 2013